# В'язівський заказник (Краснокутський район)
В'язівський — ентомологічний заказник місцевого значення. Об'єкт розташований на території Краснокутської селищної громади Богодухівського району Харківської області, біля села Михайлівка.
Площа — 20,6 га, статус отриманий у 2009 році.
Охороняється ділянка лучної, чагарникової рослинності та водно-болотних угідь у заплаві річки Ковалівка, що підтримує існування рідкісних та корисних видів ентомофауни.